# Букия, Никита Максимович

## Биография
Букия Никита родом из Саратова и начал играть в хоккей с шайбой в местном клубе «Кристалл». В начале своей карьеры он играл в различных клубах молодёжной юниорской лиги Б в России, которую он выиграл с ХК «Россошь» в 2015 году. В 2015 году вернулся в саратовский «Кристалл», где выступал как в Высшей хоккейной лиге, так и в Первой лиге. Сезон 2017/18 он провел в составе ЦСК ВВС Самара в Высшей хоккейной лиге. С 2021 года выступает за «Ледяных рыцарей Тбилиси» в хоккейной лиге Грузии.